# Olimpiada Języka Francuskiego
Olimpiada Języka Francuskiego – olimpiada szkolna sprawdzająca wiedzę i umiejętności uczniów z zakresu literatury i języka francuskiego. Organizatorem olimpiady od 2009 r. jest PROF-EUROPE Stowarzyszenie Nauczycieli Języka Francuskiego w Polsce, z siedzibą w Warszawie
. Jest najważniejszym konkursem przedmiotowym w zakresie języka francuskiego dla uczniów polskich szkół średnich. Olimpiada funkcjonuje w oparciu o rozporządzenie Ministra Edukacji Narodowej i Sportu z dnia 29 stycznia 2002 r. w sprawie organizacji oraz sposobu przeprowadzania konkursów, turniejów i olimpiad.
Laureaci i finaliści olimpiady zwolnieni są z egzaminu maturalnego z języka francuskiego.

## Charakterystyka
Głównym celem olimpiady jest promocja nauczania i uczenia się języka francuskiego w szeroko rozumianym kontekście edukacji wielojęzycznej i wielokulturowej. Cel jest realizowany poprzez wyłonienie i nagradzanie najbardziej utalentowanej młodzieży oraz poznanie wybitnych nauczycieli, przygotowujących uczniów do udziału w olimpiadzie.
Olimpiada składa się z:
- zawodów I stopnia (etapu szkolnego),
- zawodów II stopnia (etap okręgowy),
- zawodów III stopnia (finał).

W roku szkolnym 2013/2014 odbyła się XXXVII edycja olimpiady. W I etapie wzięło w niej udział 348 szkół i 2770 uczestników. Do II etapu zakwalifikowało się 541 osób. Do etapu centralnego zakwalifikowało się 62 osoby z 38 szkół. W etapie centralnym wyłoniono 42 finalistów i 20 laureatów.
Na organizację olimpiady w latach szkolnych 2022/2023, 2023/2024, 2024/2025 Minister Edukacji i Nauki przeznaczył w konkursie ofert dotację w wysokości 615 000 zł.